# Els viatges de Gulliver (pel·lícula)
Els viatges de Gulliver (títol original en anglès, Gulliver's Travels) és una pel·lícula de fantasia musical d'animació estatunidenca de 1939 produïda per Max Fleischer i dirigida per Dave Fleischer per als estudis Fleischer. Estrenada als cinemes dels Estats Units el 22 de desembre de 1939 per Paramount Pictures, la història és una adaptació bastant lliure de la novel·la homònima de Jonathan Swift de 1726, concretament només la primera part de quatre, que explica la història de Lil·liput i Blefuscu, i se centra al voltant d'un explorador que ajuda un petit regne que va declarar la guerra després d'una discussió per una cançó de noces. La pel·lícula va ser el primer llargmetratge d'animació dels estudis Fleischer, així com el segon llargmetratge d'animació produït per un estudi estatunidenc després d La Blancaneu i els set nans de Walt Disney Productions, ja que Paramount havia encarregat el llargmetratge com a resposta a l'èxit d'aquella pel·lícula. Les seqüències de la pel·lícula van ser dirigides per Seymour Kneitel, Willard Bowsky, Tom Palmer, Grim Natwick, William Henning, Roland Crandall, Thomas Johnson, Robert Leffingwell, Frank Kelling, Winfield Hoskins i Orestes Calpini. S'ha doblat al català.